# Прованські Альпи
44°30′ пн. ш. 6°00′ сх. д. / 44.5° пн. ш. 6° сх. д.
Прова́нські А́льпи фр. Alpes de Provence — частина Західних Альп, розташована в Провансі (Франція).
Складені вапняками і мергелями.
- Висота до 3052 м (гора Співала).

У нижніх частинах схилів — чагарники (зокрема вічнозелені), вище — листяні ліси, численні осипи.

## Поділ
- Труа-Евеше
- Передальпи Дінь
- Передальпи Кастеллан